# Az X-Men (1992) epizódjainak listája
Ez a lap az 1992-es X-Men-sorozat epizódjainak listáját tartalmazza.

## Évados áttekintés
| Évad | Évad | Epizódok | Eredeti sugárzás    | Eredeti sugárzás     | Magyar sugárzás (RTL Spike) | Magyar sugárzás (RTL Spike) |
| Évad | Évad | Epizódok | Évadpremier         | Évadfinálé           | Évadpremier                 | Évadfinálé                  |
| ---- | ---- | -------- | ------------------- | -------------------- | --------------------------- | --------------------------- |
|      | 1    | 13       | 1992. október 31.   | 1993. március 27.    | 2018. június 3.             | 2018. augusztus 19.         |
|      | 2    | 13       | 1993. október 23.   | 1994. február 19.    | TBA                         | TBA                         |
|      | 3    | 19       | 1994. július 29.    | 1995. június 11.     | TBA                         | TBA                         |
|      | 4    | 17       | 1995. szeptember 9. | 1996. május 4.       | TBA                         | TBA                         |
|      | 5    | 14       | 1996. szeptember 7. | 1997. szeptember 20. | TBA                         | TBA                         |

## Epizódok

### 1. évad
| #   | #   | Eredeti cím                     | Magyar cím                                             | Rendező       | Író                             | Eredeti premier    | Magyar premier (RTL Spike) | Az epizód főgonosza                                               |
| --- | --- | ------------------------------- | ------------------------------------------------------ | ------------- | ------------------------------- | ------------------ | -------------------------- | ----------------------------------------------------------------- |
| 1.  | 1.  | Night of the Sentinels (Part 1) | Robotőrök éjjele, 1. rész / Az Őrök éjszakája, 1. rész | Larry Houston | Mark Edward Edens               | 1992. október 31.  | 2018. június 3.            | Őrszemek                                                          |
| 2.  | 2.  | Night of the Sentinels (Part 2) | Robotőrök éjjele, 2. rész / Az Őrök éjszakája, 2. rész | Larry Houston | Mark Edward Edens               | 1992. november 7.  | 2018. június 3.            | Henry Peter Gyrich, Bolivar Trask, Őrszemek                       |
| 3.  | 3.  | Enter Magneto                   | Magneto megjelenése                                    | Larry Houston | Jim Carlson, Terrence McDonnell | 1992. november 27. | 2018. június 10.           | Kardfog, Magneto                                                  |
| 4.  | 4.  | Deadly Reunions                 | Végzetes küzdelem                                      | Larry Houston | Don Glut                        | 1993. január 23.   | 2018. június 17.           | Kardfog, Magneto                                                  |
| 5.  | 5.  | Captive Hearts                  | Rabul ejtett szívek                                    | Larry Houston | Robert N. Skir, Marty Isenberg  | 1993. január 30.   | 2018. június 24.           | A Morlockok                                                       |
| 6.  | 6.  | Cold Vengeance                  | Kegyetlen bosszú                                       | Larry Houston | Michael Edens                   | 1993. február 6.   | 2018. július 1.            | Kardfog, Őrszemek                                                 |
| 7.  | 7.  | Slave Island                    | Foglyok szigete                                        | Larry Houston | Mark Edward Edens               | 1993. február 13.  | 2018. július 8.            | Őrszemek, Master Mold, Henry Peter Gyrich, Bolivar Trask          |
| 8.  | 8.  | The Unstoppable Juggernaut      | Buldózer, a legyőzhetetlen                             | Larry Houston | Julianne Klemm                  | 1993. február 20.  | 2018. július 15.           | Buldózer                                                          |
| 9.  | 9.  | The Cure                        | A kezelés                                              | Larry Houston | Mark Edward Edens               | 1993. február 27.  | 2018. július 22.           | Apokalipszis, Mystique, Pyro, Avalanche                           |
| 10. | 10. | Come the Apocalypse             | És eljöve az Apokalipszis                              | Larry Houston | Michael Edens                   | 1993. március 6.   | 2018. július 29.           | Apokalipszis, A négy lovas, Mystique                              |
| 11. | 11. | Days of Future Past (Part 1)    | Múlt és jövő egy időben, 1. rész                       | Larry Houston | Julia Jane Lewald               | 1992. március 13.  | 2018. augusztus 5.         | Nimrod, Őrszemek                                                  |
| 12. | 12. | Days of Future Past (Part 2)    | Múlt és jövő egy időben, 2. rész                       | Larry Houston | Robert N. Skir, Marty Isenberg  | 1993. március 20.  | 2018. augusztus 12.        | Mytique, Haspók, Pyro, Avalanche                                  |
| 13. | 13. | The Final Decision              | A végső ítélet                                         | Larry Houston | Mark Edward Edens               | 1993. március 27.  | 2018. augusztus 19.        | Magneto, Őrszemek, Master Mold, Bolivar Trask, Henry Peter Gyrich |

### 2. évad
| #   | #   | Eredeti cím                    | Magyar cím                       | Rendező       | Író                            | Eredeti premier    | Magyar premier (RTL Spike) | Az epizód főgonosza                                             |
| --- | --- | ------------------------------ | -------------------------------- | ------------- | ------------------------------ | ------------------ | -------------------------- | --------------------------------------------------------------- |
| 14. | 1.  | Till Death Do Us Part (Part 1) | Csapatmunka mindhalálig, 1. rész | Larry Houston | Mark Edward Edens              | 1993. október 23.  |                            | Miszter Sinister, Morph, Graydon Creed                          |
| 15. | 2.  | Till Death Do Us Part (Part 2) | Csapatmunka mindhalálig, 2. rész | Larry Houston | Michael Edens                  | 1993. október 30.  |                            | Miszter Sinister, Morph, Graydon Creed                          |
| 16. | 3.  | Whatever It Takes              | Jöjjön, aminek jönnie kell       | Larry Houston | Julia Jane Lewald              | 1993. november 6.  |                            | Árnyékkirály, Morph                                             |
| 17. | 4.  | Red Dawn                       | Vörös hajnal                     | Larry Houston | Francis Moss, Ted Pedersen     | 1993. november 13. |                            | Vörös Omega                                                     |
| 18. | 5.  | Repo Man                       | Farkas története                 | Larry Houston | Len Wein                       | 1993. november 20. |                            | Vindicator, Alpha Flight, Chasen tábornok                       |
| 19. | 6.  | X-Ternally Yours               | Idegen szülőföld                 | Larry Houston | Julianne Klemm                 | 1993. december 4.  |                            | Bella Donna, X-Ternal                                           |
| 20. | 7.  | Time Fugitives (Part 1)        | Időutazók, 1. rész               | Larry Houston | Michael Edens                  | 1993. december 11. |                            | Graydon Creed, Apokalipszis                                     |
| 21. | 8.  | Time Fugitives (Part 2)        | Időutazók, 2. rész               | Larry Houston | Elliot S. Maggin               | 1993. december 18. |                            | Apokalipszis                                                    |
| 22. | 9.  | A Rogue's Tale                 | Vadóc története                  | Larry Houston | Robert N. Skir, Marty Isenberg | 1994. január 8.    |                            | Mystique, Miszter Sinister, Pyro, Avalanche, Haspók, Ms. Marvel |
| 23. | 10. | Beauty & the Beast             | Szépség és szörnyeteg            | Larry Houston | Stephanie Mathison             | 1994. január 15.   |                            | Graydon Creed                                                   |
| 24. | 11. | Mojovision                     | Dili-vízió                       | Larry Houston | Brooks Wachtel                 | 1994. február 5.   |                            | Mojo, Szaurusz                                                  |
| 25. | 12. | Reunion (Part 1)               | Újra együtt, 1. rész             | Larry Houston | Len Wein                       | 1994. február 12.  |                            | Miszter Sinister, Szaurusz                                      |
| 26. | 13. | Reunion (Part 2)               | Újra együtt, 2. rész             | Larry Houston | Michael Edens                  | 1994. február 19.  |                            | Miszter Sinister, Szaurusz                                      |

### 3. évad
| #   | #   | Eredeti cím                                             | Magyar cím                                        | Rendező       | Író                              | Eredeti premier      | Magyar premier (RTL Spike) | Az epizód főgonosza                                 |
| --- | --- | ------------------------------------------------------- | ------------------------------------------------- | ------------- | -------------------------------- | -------------------- | -------------------------- | --------------------------------------------------- |
| 27. | 1.  | Out of the Past (Part 1)                                | A múltból, 1. rész                                | Larry Houston | Michael Edens                    | 1994. július 29.     |                            | Halálcsapás, The Reavers                            |
| 28. | 2.  | Out of the Past (Part 2)                                | A múltból, 2. rész                                | Larry Houston | Len Wein                         | 1994. augusztus 5.   |                            | Halálcsapás, The Reavers, M'Kraan                   |
| 29. | 3.  | Phoenix Saga (Part 1): Sacrifice                        | A főnix története, 1. rész: Az áldozat            | Larry Houston | Michael Edens                    | 1994. szeptember 5.  |                            | Vörös Erik                                          |
| 30. | 4.  | Phoenix Saga (Part 2): The Dark Shroud                  | A főnix története, 2. rész: A sötét lepel         | Larry Houston | Mark Edward Edens                | 1994. szeptember 6.  |                            | Vörös Erik, Buldózer, Fekete Tom Cassidy            |
| 31. | 5.  | Phoenix Saga (Part 3): The Cry of the Banshee           | A főnix története, 3. rész: A Vészmadár rikoltása | Larry Houston | Michael Edens                    | 1994. szeptember 7.  |                            | Vörös Erik, Buldózer, Fekete Tom Cassidy, Gladiátor |
| 32. | 6.  | Phoenix Saga (Part 4): The Starjammers                  | A főnix története, 4. rész: Csillagjárók          | Larry Houston | Mark Edward Edens                | 1994. szeptember 8.  |                            | Starjammers, D'Ken                                  |
| 33. | 7.  | Phoenix Saga (Part 5): Child of Light                   | A főnix története, 5. rész: A Fény gyermeke       | Larry Houston | Mark Edward Edens                | 1994. szeptember 9.  |                            | D'Ken                                               |
| 34. | 8.  | Savage Land, Strange Heart (Part 1)                     | A vadföld átka, 1. rész                           | Larry Houston | Robert N. Skir, Marty Isenberg   | 1994. szeptember 10. |                            | Szaurusz, Zaladane, Garokk                          |
| 35. | 9.  | Savage Land, Strange Heart (Part 2)                     | A vadföld átka, 2. rész                           | Larry Houston | Robert N. Skir, Marty Isenberg   | 1994. szeptember 17. |                            | Szaurusz, Zaladane, Garokk                          |
| 36. | 10. | Obsession                                               |                                                   | Larry Houston | Adam Gilad                       | 1994. szeptember 24. |                            | Apokalipszis                                        |
| 37. | 11. | The Dark Phoenix Saga (Part 1): Dazzled                 | Fekete Főnix, 1. rész                             | Larry Houston | Jan Strnad                       | 1994. november 12.   |                            | Fekete Főnix, Agymester, Pokoltűz klub              |
| 38. | 12. | The Dark Phoenix Saga (Part 2): The Inner Circle        | Fekete Főnix, 2. rész                             | Larry Houston | Steven Levi                      | 1994. november 12.   |                            | Pokoltűz klub, Fekete Főnix                         |
| 39. | 13. | The Dark Phoenix Saga (Part 3): The Dark Phoenix        | Fekete Főnix, 3. rész                             | Larry Houston | Larry Parr                       | 1994. november 19.   |                            | Fekete Főnix, Lilandra                              |
| 40. | 14. | The Dark Phoenix Saga (Part 4): The Fate of the Phoenix | Fekete Főnix, 4. rész                             | Larry Houston | Brooks Wachtel                   | 1994. november 26.   |                            | Lilandra, Fekete Főnix                              |
| 41. | 15. | Cold Comfort                                            |                                                   | Larry Houston | Len Uhley                        | 1995. február 4.     |                            | Jégember, X-Faktor                                  |
| 42. | 16. | Orphan's End                                            |                                                   | Larry Houston | Doug Booth                       | 1995. február 25.    |                            | Shi'Ar                                              |
| 43. | 17. | The Juggernaut Returns                                  |                                                   | Larry Houston | Julianne Klemm                   | 1995. május 6.       |                            | Buldózer                                            |
| 44. | 18. | Nightcrawler                                            |                                                   | Larry Houston | Len Uhley                        | 1995. május 13.      |                            | Mystique, Reinhardt                                 |
| 45. | 19. | Weapon X, Lies, and Video Tape                          |                                                   | Larry Houston | David McDermott, Steven Melching | 1995. június 11.     |                            | Kardfog                                             |

### 4. évad
| #   | #   | Eredeti cím                                          | Magyar cím            | Rendező       | Író                              | Eredeti premier      | Magyar premier (RTL Spike) | Az epizód főgonosza                                        |
| --- | --- | ---------------------------------------------------- | --------------------- | ------------- | -------------------------------- | -------------------- | -------------------------- | ---------------------------------------------------------- |
| 46. | 1.  | One Man's Worth (Part 1)                             |                       | Larry Houston | Richard Mueller                  | 1995. szeptember 9.  |                            | Master Mold, Bantam, Trevor Fitzroy, Nimrod                |
| 47. | 2.  | One Man's Worth (Part 2)                             |                       | Larry Houston | Gary Greenfield                  | 1995. szeptember 16. |                            | Master Mold, Bantam, Trevor Fitzroy, Nimrod                |
| 48. | 3.  | Courage                                              |                       | Larry Houston | Michael Edens, Sandy Scesny      | 1995. szeptember 23. |                            | Master Mold, Őrszemek, Henry Peter Gyrich, Bolivar Trask   |
| 49. | 4.  | Proteus (Part 1)                                     |                       | Larry Houston | Bruce Reid Schaefer              | 1995. szeptember 30. |                            | Proteus                                                    |
| 50. | 5.  | Proteus (Part 2)                                     |                       | Larry Houston | Luanne Crocker                   | 1995. október 7.     |                            | Proteus                                                    |
| 51. | 6.  | Sanctuary (Part 1)                                   |                       | Larry Houston | Steven Melching, David McDermott | 1995. október 21.    |                            | Magneto, Fabian Cortez, Őrszemek                           |
| 52. | 7.  | Sanctuary (Part 2)                                   |                       | Larry Houston | Jeff Saylor                      | 1995. október 28.    |                            | Fabian Cortez, Apokalipszis                                |
| 53. | 8.  | Beyond Good and Evil (Part 1): The End of Time       | Apokalipszis, 1. rész | Larry Houston | Steve Cuden                      | 1995. november 4.    |                            | Apokalipszis, Miszter Sinister                             |
| 54. | 9.  | Beyond Good and Evil (Part 2): Promise of Apocalypse | Apokalipszis, 2. rész | Larry Houston | Jan Strand                       | 1995. november 11.   |                            | Apokalipszis, Miszter Sinister, Magneto, Mystique, Kardfog |
| 55. | 10. | Beyond Good and Evil (Part 3): The Lazarus Chamber   | Apokalipszis, 3. rész | Larry Houston | Michael Edens                    | 1995. november 18.   |                            | Apokalipszis, Miszter Sinister, Magneto, Mystique, Kardfog |
| 56. | 11. | Beyond Good and Evil (Part 4): End and Beginning     | Apokalipszis, 4. rész | Larry Houston | Dean Stefan                      | 1995. november 25.   |                            | Apokalipszis, Miszter Sinister                             |
| 57. | 12. | Have Yourself a Morlock Little X-Mas                 |                       | Larry Houston | Eric Lewald, Larry Parr          | 1995. december 23.   |                            | -                                                          |
| 58. | 13. | The Lotus and the Steel                              |                       | Larry Houston | Ted Pedersen, Francis Moss       | 1996. február 3.     |                            | Ezüst Szamuráj                                             |
| 59. | 14. | Love in Vain                                         |                       | Larry Houston | Martha Moran                     | 1996. február 10.    |                            | The Colony                                                 |
| 60. | 15. | Secrets, Not Long Buried                             |                       | Larry Houston | Mark Onspaugh                    | 1996. február 17.    |                            | Varangy, Solarr, A sötétség gyermekei                      |
| 61. | 16. | Xavier Remembers                                     |                       | Larry Houston | Stephanie Mathison               | 1996. április 27.    |                            | Árnyékkirály                                               |
| 62. | 17. | Family Ties                                          |                       | Larry Houston | Marley Clark                     | 1996. május 4.       |                            | Magneto, High Evolutionary                                 |

### 5. évad
| #   | #   | Eredeti cím                   | Magyar cím | Rendező       | Író                              | Eredeti premier      | Magyar premier (RTL Spike) | Az epizód főgonosza             |
| --- | --- | ----------------------------- | ---------- | ------------- | -------------------------------- | -------------------- | -------------------------- | ------------------------------- |
| 63. | 1.  | The Phalanx Covenant (Part 1) |            | Larry Houston | Steven Melching, David McDermott | 1996. szeptember 7.  |                            | Phalanx, Cameron Hodge          |
| 64. | 2.  | The Phalanx Covenant (Part 2) |            | Larry Houston | Steven Melching, David McDermott | 1996. szeptember 7.  |                            | Phalanx, Cameron Hodge          |
| 65. | 3.  | A Deal with the Devil         |            | Larry Houston | Eric Lewald                      | 1996. szeptember 14. |                            | Vörös Omega                     |
| 66. | 4.  | No Mutant Is an Island        |            | Larry Houston | Sandy Scesny                     | 1996. szeptember 21. |                            | Zebediah Killgrave              |
| 67. | 5.  | Longshot                      |            | Larry Houston | Steven Melching, David McDermott | 1996. október 5.     |                            | Mojo                            |
| 68. | 6.  | Bloodlines                    |            | Larry Houston | Len Uhley                        | 1996. október 26.    |                            | Graydon Creed, Mytique, Kardfog |
| 69. | 7.  | Storm Front (Part 1)          |            | Larry Houston | Mirith Colao                     | 1996. november 2.    |                            | Robotok                         |
| 70. | 8.  | Storm Front (Part 2)          |            | Larry Houston | Brooks Wachtel                   | 1996. november 9.    |                            | Arkon                           |
| 71. | 9.  | Jubilee's Fairytale Theatre   |            | Larry Houston | Brooks Wachtel                   | 1996. november 16.   |                            | Magneto, Kardfog                |
| 72. | 10. | The Fifth Horseman            |            | Larry Houston | Steven Melching, David McDermott | 1997. február 8.     |                            | Fabian Cortez, Apokalipszis     |
| 73. | 11. | Old Soldiers                  |            | Larry Houston | Len Wein                         | 1997. február 22.    |                            | Vörös Koponya                   |
| 74. | 12. | Hidden Agendas                |            | Larry Houston | Steven Melching, David McDermott | 1997. szeptember 6.  |                            | A hadsereg emberei              |
| 75. | 13. | Descent                       |            | Larry Houston | Steven Melching, David McDermott | 1997. szeptember 13. |                            | Miszter Sinister                |
| 76. | 14. | Graduation Day                |            | Larry Houston | James Krieg                      | 1997. szeptember 20. |                            | Magneto, Henry Peter Gyrich     |